# Еміль Куе
Еміль Куе (фр. Émile Coué de la Châtaigneraie, фр. вимова: [emil kue də la ʃɑtɛɲʁɛ]; 26 лютого 1857 — 2 липня 1926) — французький психолог і фармацевт, який представив популярний метод психотерапії та самовдосконалення, заснований на оптимістичному самонавіюванні (афірмації, сугестія, частково гіпноз).
Вважаючи Шарля Бодуена представником другої школи Нансі, Куе лікував багатьох пацієнтів у групах і безкоштовно.

## Життя і кар'єра
Сім'я Куе, яка походила з французького дворянства у регіоні Бретань у Франції, мала скромні статки. Будучи блискучим учнем школи, він спочатку мав намір стати хіміком-аналітиком. Однак згодом він залишив ці навчання, оскільки його батько, який був залізничником, перебував у ненадійному фінансовому стані. Потім Куе вирішив стати фармацевтом і отримав ступінь у галузі фармакології в 1876 році.
Працюючи аптекарем у Труа з 1882 по 1910 рік, Куе швидко виявив те, що пізніше стало відомим як ефект плацебо. Він став відомий тим, що заспокоював своїх клієнтів, вихваляючи ефективність кожного засобу та залишаючи невелике позитивне повідомлення з кожним наданим ліками. У 1886 і 1887 роках він навчався у Амбруаза-Огюста Лібо та Іполита Бернгейма, двох провідних представників гіпнотизму, у Нансі.
У 1910 році Куе продав свій бізнес і пішов на пенсію в Нансі, де відкрив клініку, яка безперервно поставляла близько 40 000 одиниць лікування на рік (Бодуен, 1920, стор.14) місцевим, регіональним та закордонним пацієнтам протягом наступних шістнадцяти років. У 1913 році Куе та його дружина заснували Лотарингське товариство прикладної психології (фр. La Société Lorraine de Psychologie appliquée). В Англії (1920) і в США (1922) була опублікована його книга «Самоволодіння через свідоме самонавіювання» . Хоча вчення Куе за його життя було більш популярним у Європі, ніж у Сполучених Штатах, багато американців, які перейняли його ідеї та методи, такі як Максвелл Мальц, Наполеон Хілл, Норман Вінсент Піл, Роберт Х. Шуллер і В. Клемент Стоун, стали відомими, поширюючи його слова.

## Метод Куе

### Огляд
Застосування його мантри (афірмації), подібної до свідомого самонавіювання: «З кожним днем, у всіх відношеннях я стаю все кращим і кращим» (фр. Tous les jours à tous points de vue je vais de mieux en mieux) іноді називається "куеизм" або методом Куе. Метод Куе зосереджувається на регулярному повторенні цього конкретного виразу відповідно до визначеного ритуалу — бажано до двадцяти разів на день, особливо на початку та в кінці кожного дня. Коли його запитували, чи вважає він себе цілителем, Куе часто заявляв, що «я ніколи нікого не вилікував у своєму житті. Все, що я роблю, це показую людям, як вони можуть вилікувати себе».  На відміну від загальноприйнятої думки про те, що найкращим шляхом до успіху є сильна свідома воля, Куе стверджував, що для вирішення деяких наших проблем потрібна зміна нашого несвідомого мислення, чого можна досягти лише за допомогою нашої уяви.

### Самонавіювання
Куе виділив два типи самонавіювання: (i) навмисне, «рефлексивне навіювання», зроблене навмисним і свідомим зусиллям, і (ii) мимовільне «спонтанне навіювання», яке є «природним явищем нашого психічного життя... місце без свідомого зусилля, і має свій ефект з інтенсивністю, пропорційною гостроті нашої уваги». Бодуен виділив три різні джерела спонтанного навіювання:
A. Приклади, що належать до репрезентативної сфери: відчуття, уявні образи, сни, видіння, спогади, думки та всі інтелектуальні явища;
B. Приклади, що належать до афективної сфери: радість чи смуток, емоції, почуття, схильності, пристрасті;
C. Приклади, що належать до активної або моторної області: дії, бажання, бажання, жести, рухи на периферії або всередині тіла, функціональні або органічні модифікації.

### Розвиток і походження
Куе помітив, що в деяких випадках він може підвищити ефективність певних ліків, вихваляючи його ефективність перед пацієнтом. Він зрозумів, що ті пацієнти, яким він хвалив ліки, мали помітне покращення порівняно з пацієнтами, яким він нічого не говорив. Це поклало початок дослідженню Куе використання гіпнозу та сили уяви.
Його початковий метод лікування пацієнтів ґрунтувався на гіпнозі. Він виявив, що суб’єктів не можна загіпнотизувати проти їхньої волі, і, що більш важливо, ефект гіпнозу слабшав, коли суб’єкти приходили до тями.  Таким чином він зрештою звернувся до самонавіювання, яке він описує як
...інструмент, яким ми володіємо від народження і яким ми несвідомо граємо все життя, як дитина грає своїм брязкальцем. Однак це небезпечний інструмент; він може поранити або навіть убити вас, якщо ви поводитеся з ним необережно та несвідомо. Навпаки, це може врятувати ваше життя, якщо ви знаєте, як використовувати його свідомо.
Куе вірив у дію ліків. Але він також вважав, що наш психічний стан здатний впливати і навіть посилювати дію цих ліків. Свідомо використовуючи самонавіювання, він помітив, що його пацієнти можуть ефективніше вилікувати себе, замінивши свою «думку про хворобу» новою «думкою про лікування». За словами Куе, повторення слів або зображень достатньо разів змушує підсвідомість поглинати їх і вбудовувати в картину світогляду та самоідентифікації.

### Основні принципи
Таким чином Куе розробив метод, який спирався на принцип, що будь-яка ідея, яка активно чи пасивно займає розум, перетворюється на реальність, хоча лише в тій мірі, в якій ця ідея є можливою. Наприклад, людина без рук не зможе відростити їх. Однак, якщо людина твердо вірить, що її або її астма зникає, то це дійсно може статися, оскільки організм дійсно здатний фізично подолати або контролювати хворобу. З іншого боку, негативне мислення про хворобу (напр. «Мені погано») спонукатиме розум і тіло прийняти цю думку.

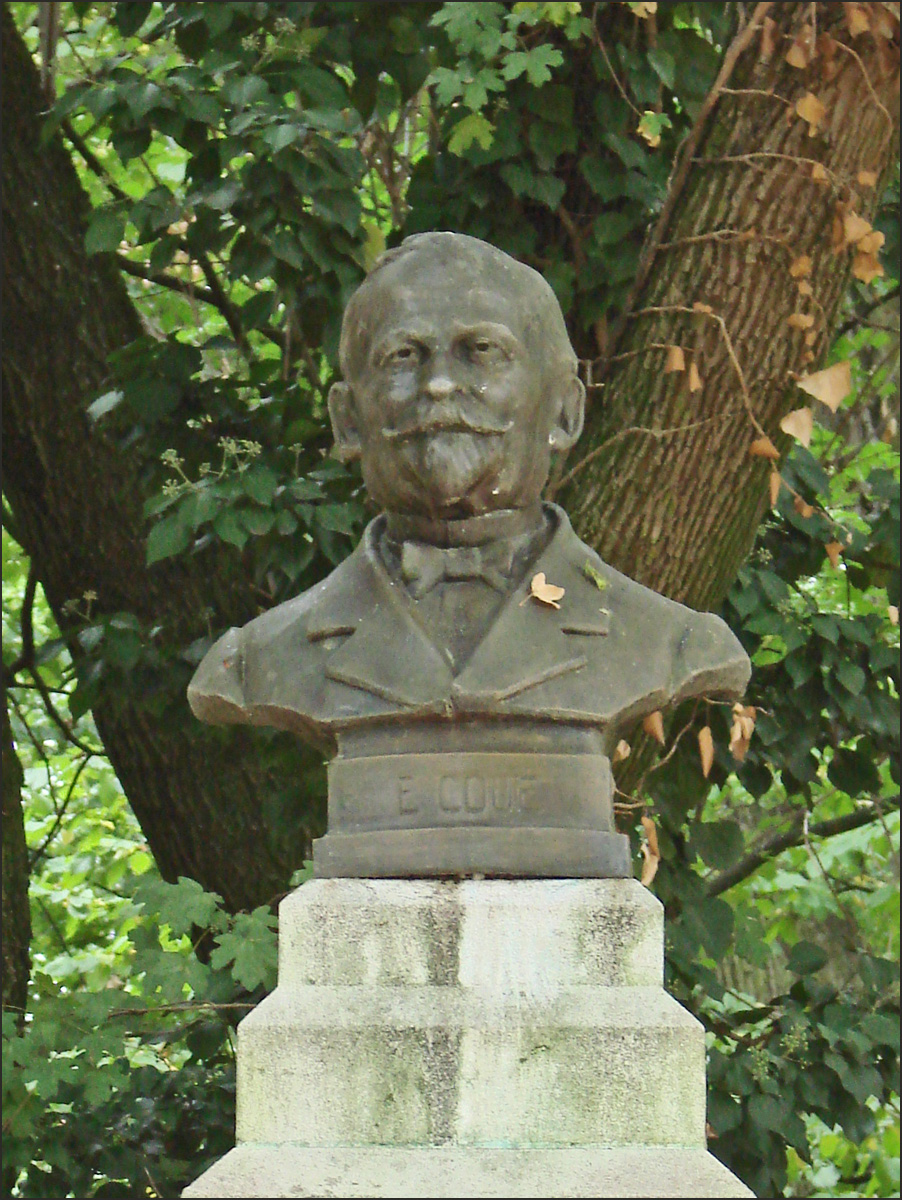
Пам'ятний бюст Куе (фрагмент), Парк Сент-Мері, Ненсі.

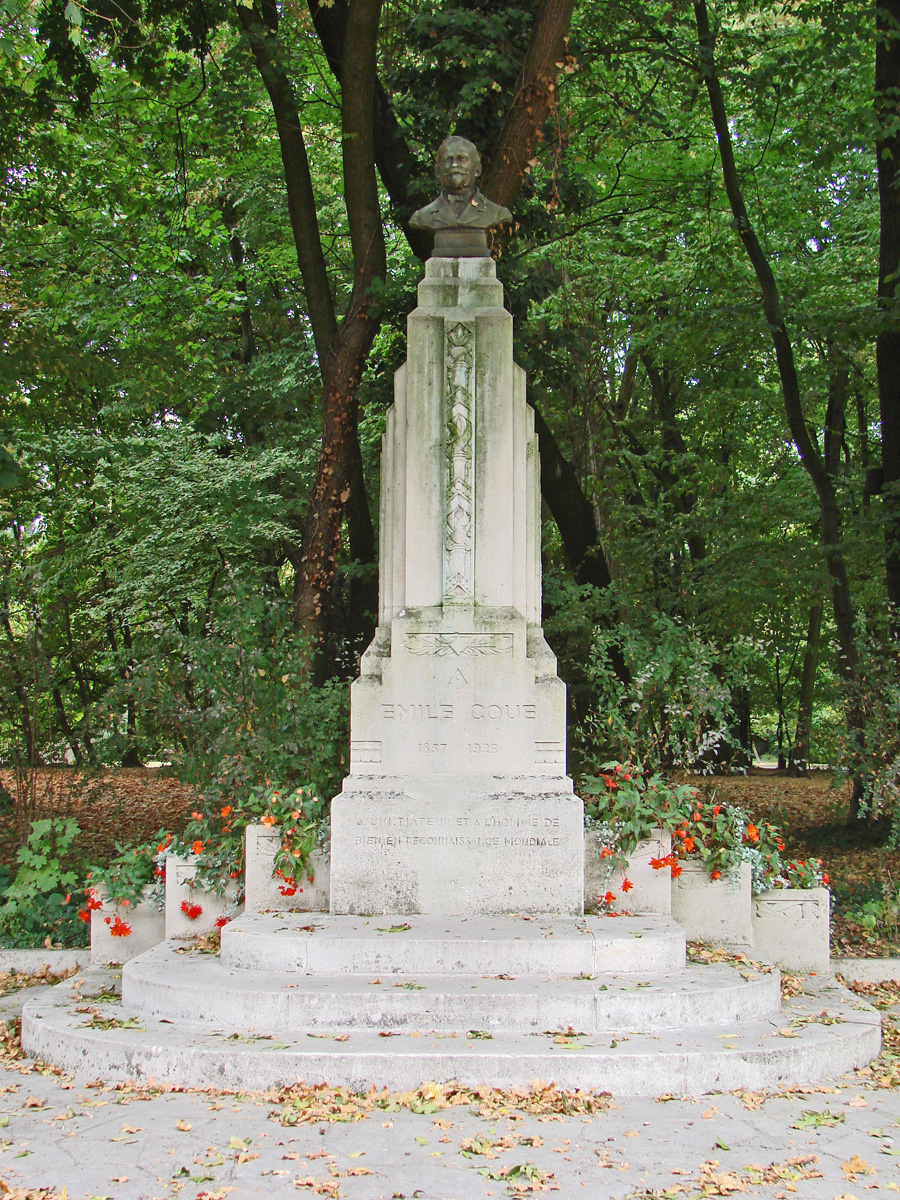
Пам'ятник Куе, Парк Сент-Мері, Ненсі.

### Самоконфлікт
Коли сила волі та уява (або розумові ідеї) протистоять одне одному, Куе називає «конфліктом із собою». Напркилад, у студента бажання досягти успіху явно несумісне з його думкою про нездатність запам’ятати свої відповіді.
Із загостренням конфлікту зростає і проблема: чим більше пацієнт, наприклад, намагається заснути, тим більше він прокидається. Чим більше пацієнт намагається кинути палити, тим більше він курить. 
Таким чином, Куе рекомендує фокусуватись на уяві бажаного образу та повторенні синергічних навіювань (мантр, афірмацій, переконань).

### Ефективність
Список задокументованих хвороб  ,вилікуваних Куе, включав проблеми з нирками, діабет, втрату пам'яті, заїкання, слабкість, атрофію та всілякі фізичні та психічні хвороби. Згідно з одним із записів у його журналі (1916), він, очевидно, вилікував пацієнтку від опущення матки, а також від «сильних головних болів» (мігрені).
Сайрус Гаррі Брукс (1890–1951), автор різних книг про Куе, стверджував, що ефективність його методу становила близько 93%. Решта 7% людей включали б тих, хто надто скептично ставився до підходу Куе, і тих, хто відмовлявся його визнавати.

### Ліки і самонавіювання
Використання самонавіювання має на меті доповнити використання медицини, але жодні ліки часів Куе не могли врятувати пацієнта від депресії чи напруги. Куе рекомендував пацієнтам приймати ліки з упевненістю, що вони дуже скоро повністю вилікуються, а одужання буде оптимальним. І навпаки, стверджував він, пацієнти, які скептично ставляться до ліків, вважатимуть їх найменш ефективними.

## Критика
«Те, що формулу Куе можна було застосувати з мінімальними інструкціями, було складним завданням; і звіти про метод Куе, який лікує органічні захворювання, були настільки ж загрозливими для традиційної медицини того часу, як і надихали прихильників Куе». «Більшість із нас настільки звикли… до складного медичного ритуалу… у лікуванні наших хвороб… [що] все настільки просте, як самонавіювання Куе, схильне викликати побоювання, антагонізм і почуття скептицизму» (Duckworth 1922, стор. 3–4). За словами Єйтса, хоча Куе ніколи не надавав жодних емпіричних доказів ефективності своєї формули, а отже, його твердження не були науково оцінені, три наступних експериментальних дослідження, проведених понад півстоліття потому, наприклад, дослідження Paulhus (1993) — "здається, надають деяку несподівану підтримку претензіям Куе".

## Меморіали
28 червня 1936 року в парку Святої Марії в Нансі було освячено пам’ятник, споруджений на честь Куе, фінансований за рахунок передплати по всьому світу, і з бюстом Куе, створеним французьким скульптором Еженом Гатле. Під час Другої світової війни бюст був збережений на зберігання, а після війни у 1947 році був відновлений на попередньому місці.